# Kamusznik czarnogłowy
Kamusznik czarnogłowy (Arenaria melanocephala) – gatunek średniej wielkości ptaka z rodziny bekasowatych (Scolopacidae), zamieszkujący zachodnie wybrzeża Ameryki Północnej. Nie wyróżnia się podgatunków.
MorfologiaDługość ciała 22–25 cm; masa ciała 97–169 g; rozpiętość skrzydeł 48 cm.
Głowa, pierś i plecy czarne. Między oczami i dziobem widoczna jasna plama. Na czole, ciemieniu, bokach głowy, piersi i szyi białe cętki. Dorosłe ptaki zimą i młodociane bez białych plamek, głowa, pierś oraz boki brązowe. W locie widać charakterystyczne białe, łuskowane ramiona, białe paski na lotkach II rzędu i wewnętrznych lotkach I rzędu, biały dół pleców oraz kuper. Dziób ciemny, krótki i lekko podgięty. Nogi ciemne, krótkie.
Zasięg, środowiskoCzęsto widywany na kamienistych wybrzeżach z naniesionymi wodorostami. Zamieszkuje zachodnią i południową Alaskę. Zimuje na północnoamerykańskich wybrzeżach – od południowo-wschodniej Alaski po północno-zachodni Meksyk.
LęgiLęgnie się od połowy maja do późnego czerwca. Gniazdo stanowi płytkie zagłębienie w ziemi wśród traw lub turzyc, zwykle wyścielone źdźbłami traw. Samica składa 3–4 żółtawozielone jaja z ciemnym plamkowaniem. Wysiadują oboje rodzice przez 22–24 dni, samiec głównie w nocy. Pisklęta opuszczają gniazdo wkrótce po wykluciu. Po około 23 dniach potrafią latać na małe odległości, w wieku 28–30 dni latają już dobrze.
PożywienieW sezonie lęgowym głównie owady, a także nasiona i jagody. Poza sezonem lęgowym głównie morskie bezkręgowce takie jak mięczaki, skorupiaki czy morskie robaki.
StatusIUCN uznaje kamusznika czarnogłowego za gatunek najmniejszej troski (LC, Least Concern) nieprzerwanie od 1988 roku. W 2023 roku organizacja Partners in Flight szacowała liczebność światowej populacji lęgowej na około 95 tysięcy osobników. BirdLife International uznaje trend liczebności populacji za stabilny.